# Zonnebloemolie

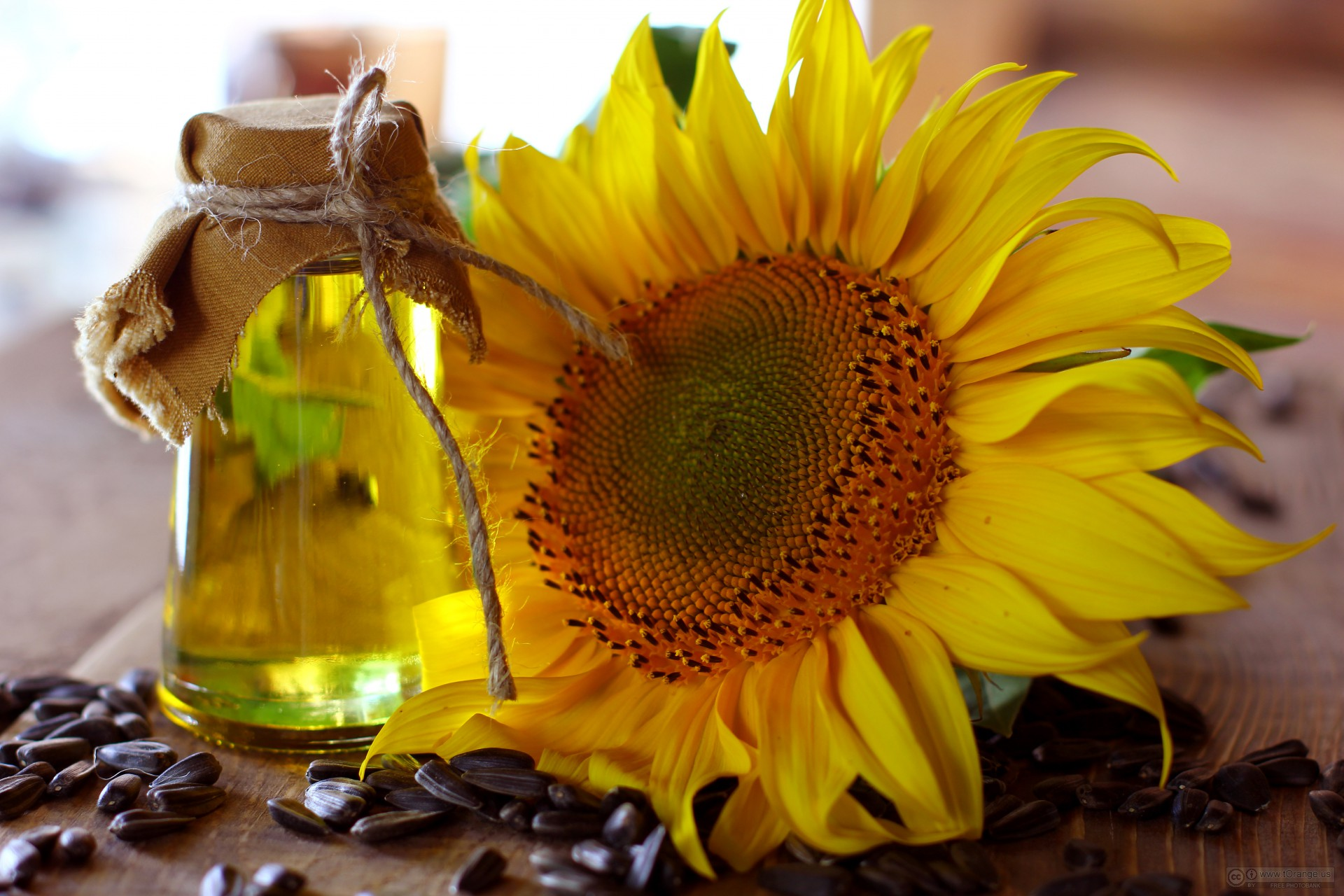
Zonnebloemolie

Zonnebloemolie is een plantaardige olie en wordt gewonnen uit de 'pitten' van de zonnebloem (Helianthus annuus). Het is een heldere, goudgele olie met een zachte smaak. Na het uitpersen van de pitten wordt het resterende meel gebruikt als veevoer.

## Toepassingen
Zonnebloemolie wordt veel gebruikt in de keuken voor onder andere het aanmaken van sla en rauwkost en als basis voor allerlei andere producten waar plantaardige olie in verwerkt wordt. Vooral koudgeperste olie is een hoogwaardig voedingsmiddel, omdat vele vitaminen en bioactieve stoffen dan behouden blijven. Hierbij mag de olie niet warmer worden dan 30°C. Deze olie bevat veel onverzadigde vetzuren en is goed bestand tegen hitte en kan daarom voor het frituren tot zo'n 180°C gebruikt worden.
In schoonheidsmiddelen wordt zonnebloemolie ook toegepast.
In geraffineerde vorm wordt de olie voor uiteenlopende industriële doeleinden gebruikt. Er worden verschillende types zonnebloemolie geproduceerd, zoals high linoleic, high oleic en mid oleic. De high linoleic zonnebloemolie bevat minstens 69% linolzuur. De high oleic bevat minstens 82% oliezuur. De variatie in vetzuurprofiel wordt sterk beïnvloed door genetische eigenschappen en klimaat.

## Houdbaarheid
De olie moet op een koele, droge en donkere plaats onder de 20°C bewaard worden en is maximaal 12 maanden houdbaar. In schoonheidsmiddelen wordt High Oleic zonnebloemolie gebruikt en alleen deze variant beschikt over een houdbaarheid die lang genoeg is voor commerciële cosmetica.

## Productie
In 2014 was de wereldwijde productie van zonnebloemolie 15,8 miljoen ton. De grootste producent was Oekraïne met 4,4 miljoen ton, gevolgd door Rusland (4,1 miljoen ton), Argentinië (0,9), Bulgarije (0,8) en Turkije (0,7).
| Topproducenten van zonnebloemolie 2018 | Topproducenten van zonnebloemolie 2018 |
| Land                                   | Productie (ton)                        |
| -------------------------------------- | -------------------------------------- |
| Oekraïne                               | 5.148.606                              |
| Rusland                                | 4.642.815                              |
| Argentinië                             | 1.304.700                              |
| Turkije                                | 990.000                                |
| Hongarije                              | 694.200                                |
| Frankrijk                              | 615.000                                |
| Spanje                                 | 525.300                                |
| Roemenië                               | 514.671                                |
| Bulgarije                              | 486.600                                |
| Zuid-Afrika                            | 296.500                                |

## Samenstelling
Hieronder volgt een gemiddelde samenstelling, die zowel naar boven als beneden kan afwijken.
- FFA (Free Fatty Acids = vrije vetzuren) < 1,8%
- Peroxidegetal: < 8,0 meq/kg
- Vetzuuranalyse:
  - C16:0 Palmitinezuur 5-7%
  - C16:1 Palmitoleïnezuur < 0,4%
  - C18:0 Stearinezuur 4-6%
  - C18:1 Oliezuur 15-25%
  - C18:2 Linolzuur 62-70%
  - C18:3 Linoleenzuur < 0,2%
  - C20:0 Arachinezuur < 1,0%
  - C20:1 Gadoleenzuur < 1,0%
  - C22:0 Beheenzuur < 1,0%
- Voedingswaarde per 100 gram olie:
  - Energie: 3766 kJ/ 900kcal
  - Vetsamenstelling
    - verzadigd: 9-15%
    - enkelvoudig onverzadigd: 15-26%
    - meervoudig onverzadigd: 62-70%